# Федотов, Иван Иванович
Иван Иванович Федотов (1855—?) — русский военачальник, генерал от инфантерии (1916). Герой Первой мировой войны.

## Биография
В 1871 году получил образование во 2-й Харьковской гимназии и вступил в службу. В 1875 году после окончания Чугуевского военного училища был произведён в прапорщики и определён в Вологодский 18-й пехотный полк. В 1876 году произведён в подпоручики, в 1877 году в поручики. С 1877 года участник Русско-турецкой войны, был ранен. С 1879 года ротный командир Санкт-Петербургского гренадёрского полка. В 1880 году произведён  в  штабс-капитаны, в 1880 году в капитаны.
С 1888 года после окончания Николаевской академии Генерального штаба по I разряду произведён в капитаны Генерального штаба, старший адъютант 19-й пехотной дивизии.
С 1888 года штаб-офицер для особых поручений при управлении 13-й местной бригады. В 1889 году произведён в подполковники. В 1892 году отбывал цензовое командование батальоном в Сибирском 9-м гренадёрском полку. В 1893 году произведён в полковники.
С 1897 года назначен начальником штаба 11-й пехотной дивизии. С 1900 года командир 69-го Рязанского пехотного полка. В  1903 году произведён в генерал-майоры и назначен окружным дежурным генералом, с 1904 года окружной генерал-квартирмейстер штаба Туркестанского военного округа. С 1905 года военный губернатор Сыр-Дарьинской области.
С 1906 года начальник штаба 2-го Туркестанского армейского корпуса. В 1910 году произведён в генерал-лейтенанты с назначением начальником 11-й пехотной дивизии, с 1914 года участник Первой мировой войны во главе своей дивизии. 23 апреля 1915 года «за храбрость» был награждён Георгиевским оружием. С 1915 года командир 32-го армейского корпуса. В 1916 года произведён в  генералы от инфантерии. 24 ноября 1916 года «за храбрость» был награждён орденом Святого Георгия 4-й степени.
22 мая 1917 года назначен командующим 11-й армии. С 4 июня 1917 года назначен  в резерв чинов при штабе Киевского военного округа.

## Награды

### Российской империи
- Орден Святой Анны 4-й степени (1878)
- Орден Святого Станислава 3-й степени с мечами и бантом (1878)
- Орден Святой Анны 3-й степени (1882)
- Орден Святого Владимира 4-й степени  (1885)
- Орден Святого Станислава 2-й степени (1892)
- Орден Святой Анны 2-й степени (1896)
- Орден Святого Владимира 3-й степени (1901)
- Орден Святого Станислава 1-й степени (1904)
- Орден Святой Анны 1-й степени (1908; ВП 09.04.1915)
- Орден Святого Владимира 2-й степени (1912; ВП 09.04.1915)
- Георгиевское оружие (ВП 23.04.1915)
- Орден Святого Георгия 4-й степени (ВП 24.11.1916)

### Других государств
- Орден Красного орла 4-й степени  (1879)
- Орден Железной короны 3-й степени (1885)